# Jamuna

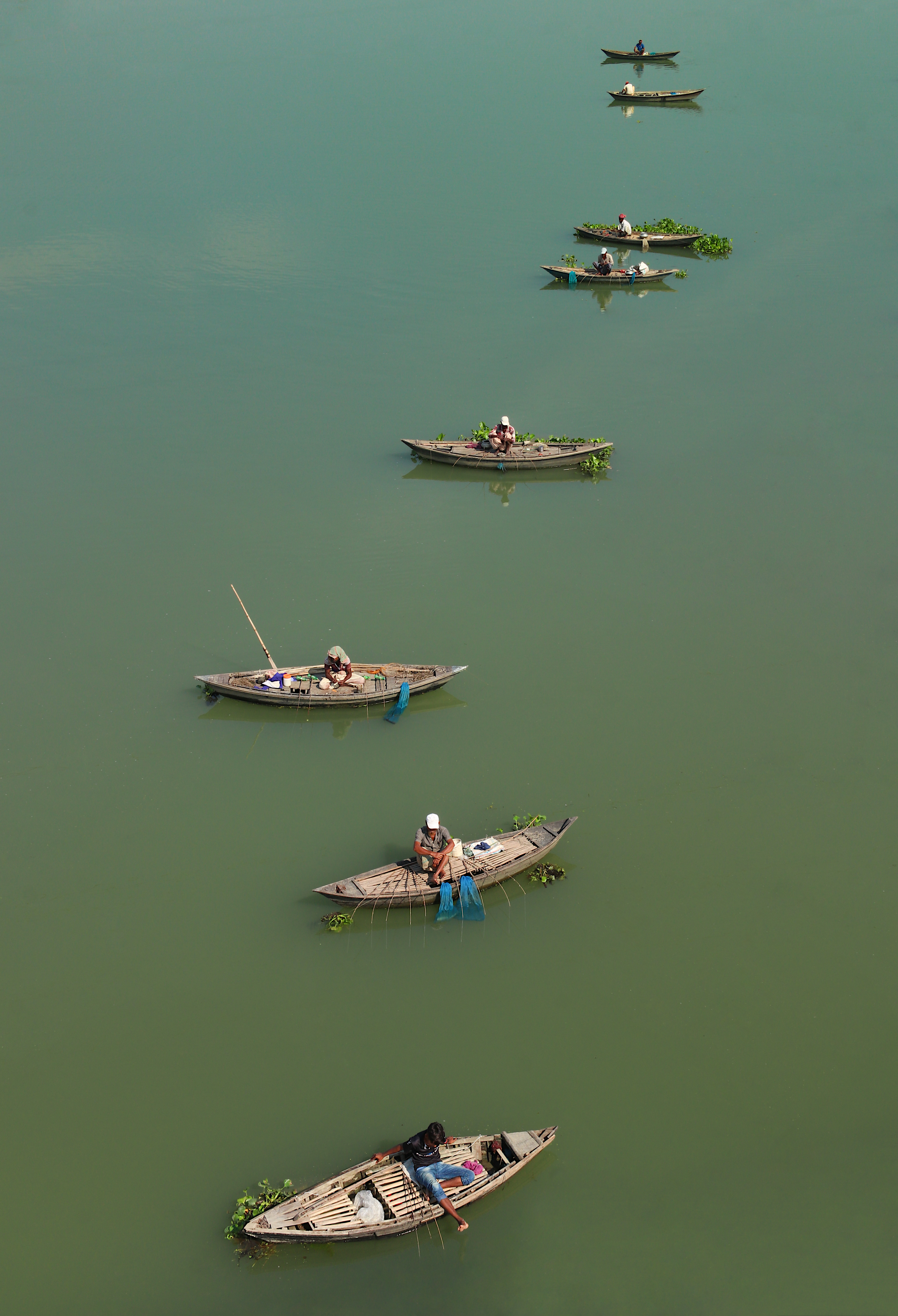
Bateaux de pêche sur la rivière Jamuna. Novembre 2019.

La Jamuna est l'une des trois rivières principales du Bangladesh. Elle est l'une des branches principales du Brahmapoutre quand il passe d'Inde au Bangladesh. Elle coule vers le sud et rejoint la Padma près de Goalundo Ghat (en) avant que ses eaux ne rejoignent la Meghna près de Chandpur.
Elle forme avec le Brahmapoutre un exemple classique de cours d'eau en tresses avec de nombreuses avulsions.
Exemple classique avec le Brahmapoutre de cours d’eau en tresses, elle est très sensible à la migration et à l’avulsion. Elle se caractérise par un réseau de canaux qui s’entrelacent avec de nombreuses barres de sable fermées entre elles. Ces barres de sable, connues en bengali sous le nom de chars, n’occupent pas une position permanente. La rivière les dépose au cours de l’année, très souvent pour qu’elles soient détruites plus tard, et elle les redépose à la saison des pluies suivante. Le processus d’érosion des berges et des gisements ainsi que leur redéposition se poursuit continuellement, ce qui rend difficile la délimitation précise de la frontière entre le district de Pabna d’un côté et ceux de Mymensingh Tangail et Dhaka de l’autre. Quand un char se brise ou qu’un nouveau émerge, il peut en résulter de nombreuses violences et des conflits. La confluence de la Jamuna et de la Padma est exceptionnellement instable et il a été démontré qu’entre 1972 et 2014 elle a migré vers le sud-est sur une distance de plus de quatorze kilomètres .

## Affluents
- Jinai